# UAM-Azcapotzalco (estación)
UAM-Azcapotzalco es una de las estaciones que forman parte del Metro de la Ciudad de México, perteneciente a la Línea 6. Se ubica al norte de la Ciudad de México en la alcaldía Azcapotzalco.

## Información general
Toma su nombre por localizarse en la alcaldía Azcapotzalco y situarse cerca del centro de las oficinas de dicha alcaldía, así como estar situada a unas cuadras del plantel de la  Universidad Autónoma Metropolitana, unidad Azcapotzalco. Su emblema es una hormiga, pues el nombre de Azcapotzalco significa en los hormigueros en náhuatl.
Una de las avenidas que desembocan en la estación es la prolongación de Av. Azcapotzalco, la cual atraviesa la plaza central de la delegación.

### Cambio de nombre
El 23 de abril de 2014 la Asamblea Legislativa del Distrito Federal exhortó al secretario de Transporte y Vialidad, hoy secretario de Movilidad, y al director general del Sistema de Transporte Colectivo a cambiar el nombre de la estación Azcapotzalco por UAM-Azcapotzalco como parte de la celebración por el 40 aniversario de la creación de la Universidad Autónoma Metropolitana, cuya unidad Azcapotzalco se encuentra en la zona. El 21 de mayo de 2015 inició el cambio de nombre en las instalaciones de la estación. Cabe destacar que la mencionada universidad se encuentra a más de 1 kilómetro de distancia de la estación.

### Afluencia
La afluencia en 2014 fue de:
- Total: 2,598,268
- Promedio diario: 7,119
- Máxima: 10,385
- Mínima: 3,009

Así se ha visto la afluencia de la estación en los últimos 10 años:
| Afluencia Anual de Pasajeros (Línea 6) | Afluencia Anual de Pasajeros (Línea 6) | Afluencia Anual de Pasajeros (Línea 6) | Afluencia Anual de Pasajeros (Línea 6) | Afluencia Anual de Pasajeros (Línea 6) | Afluencia Anual de Pasajeros (Línea 6) |
| -------------------------------------- | -------------------------------------- | -------------------------------------- | -------------------------------------- | -------------------------------------- | -------------------------------------- |
| Año                                    | Afluencia                              | A Diario                               | Ranking Anual                          | Aumento%                               | Ref.                                   |
| 2023                                   | 2,448,202                              | 6,707                                  | 144°/195                               | +15.77%                                | [ 4 ]                                  |
| 2022                                   | 2,114,779                              | 5,793                                  | 151°/195                               | +46.86%                                | [ 5 ]                                  |
| 2021                                   | 1,439,985                              | 4,437                                  | 157°/195                               | -19.74%                                | [ 6 ]                                  |
| 2020                                   | 1,794,159                              | 4,902                                  | 157°/195                               | -39.14%                                | [ 7 ]                                  |
| 2019                                   | 2,947,847                              | 8,076                                  | 166°/195                               | +0.44%                                 | [ 8 ]                                  |
| 2018                                   | 2,935,018                              | 8,041                                  | 165°/195                               | -1.20%                                 | [ 9 ]                                  |
| 2017                                   | 2,970,709                              | 8,138                                  | 164°/195                               | -2.89%                                 | [ 10 ]                                 |
| 2016                                   | 3,058,994                              | 8,357                                  | 161°/195                               | -3.39%                                 | [ 11 ]                                 |
| 2015                                   | 3,166,394                              | 8,675                                  | 147°/195                               | +11.71%                                | [ 12 ]                                 |
| 2014                                   | 2,834,420                              | 7,765                                  | 157°/195                               | +7.75%                                 | [ 13 ]                                 |

## Conectividad

### Salidas
- Norte: Eje 4 Norte Avenida Refinería Azcapotzalco entre Avenida Campo Chopo y Calle Campo Alazán, Colonia Reynosa Tamaulipas.
- Sur: Eje 4 Norte Avenida Refinería Azcapotzalco entre Avenida Tepantongo y Calle Campo Alazán, Colonia Reynosa Tamaulipas.

### Conexiones
Existen conexiones con las estaciones y paradas de diversos sistemas de transporte:
- Algunas rutas de la Red de Transporte de Pasajeros.

## Sitios de interés
- Explanada de la alcaldía Azcapotzalco
- Universidad Autónoma Metropolitana, Unidad Azcapotzalco